# Richard Gaffin
Richard B. Gaffin, Jr. (né en 1936) est un théologien calviniste, ministre presbytérien et est "professeur Charles Krahe" de théologie biblique et systématique au Séminaire théologique de Westminster à Philadelphie, en Pennsylvanie, de 1999 à 2008. Il devient professeur émérite de théologie biblique et systématique en 2008.

## Biographie
Gaffin est né en 1936 de missionnaires en Chine. Son père, Richard B. Gaffin, Sr. (1907-1996) est l'un des fondateurs de l'Église presbytérienne réformée de Taiwan et est également la première personne à introduire la foi réformée confessionnelle auprès du peuple de Taiwan.
Gaffin Jr. obtient une licence au Calvin College (1958), un doctorat en psychologie (1961), une maîtrise en théologie (1962) et un doctorat en théologie (1969) au Séminaire théologique de Westminster, et entreprend des études supérieures à l'Université de Göttingen (1962-1963). Il épouse Jean Young, fille d'Edward Joseph Young, en 1958.
Gaffin enseigne à Westminster depuis 1965. Il est le principal défenseur de Norman Shepherd (en), alors membre du corps professoral, lors de la controverse sur la doctrine de la justification qui a lieu au séminaire théologique de Westminster de 1975 à 1982,. Il est ministre ordonné de l'Église presbytérienne orthodoxe.

## Publications
- Resurrection and Redemption: A study in Paul's Soteriology, 2nd edition (P&R, 1987) ( (ISBN 978-0875522715)),
- Perspectives on Pentecost: New Testament Teaching on the Gifts of the Holy Spirit (P&R, 1993) ( (ISBN 978-0875522692)),
- God's Word in Servant-Form: Abraham Kuyper and Herman Bavinck and the Doctrine of Scripture (Reformed Academic Press, 2008)( (ISBN 978-0980037005)),
- No Adam, No Gospel: Adam and the History of Redemption, (P&R, 2015) ( (ISBN 978-1596389670)),
- Calvin and the Sabbath: The Controversy of Applying the Fourth Commandment, revised edition (Mentor, 2009) ( (ISBN 978-1857923766))
- By Faith, Not By Sight: Paul and the Order of Salvation, 2nd edition (P&R, 2013) ( (ISBN 978-1596384439)), and
- In The Fullness of Time: An Introduction to the Biblical Theology of Acts and Paul, (Crossway, 2022) ( (ISBN 978-1433563348)).